# 川崎健一郎

川崎 健一郎（かわさき けんいちろう、1976年7月15日- ）は、日本の実業家。アデコ株式会社代表取締役社長。AKKODiSコンサルティング株式会社代表取締役社長。

## 概要
東京都出身。1995年に桐光学園高等学校を卒業し、1999年青山学院大学理工学部を卒業後、ベンチャーセーフネット（VSN。現在のAKKODiSコンサルティング）へと入社。
2003年に事業部長としてIT事業部を立ち上げる。その後、同社の常務取締役、専務取締役を経て、2010年3月に代表取締役社長兼CEOに就任。2012年でVSNのアデコグループ入りに伴い、日本法人の取締役に就任。2014年から代表取締役社長。AKKODiSコンサルティング代表取締役社長を兼務。
2020年6月より、派遣事業者による団体である一般社団法人日本人材派遣協会の副会長を務め、2022年6月に同協会の会長に就任。

## 著書
- エンジニアの新しい働き方、かんき出版、2012年3月7日. ISBN 9784761268190